# Se Deus Vier, Que Venha Armado
Se Deus Vier, Que Venha Armado é o quarto álbum da banda brasileira de rap, Pavilhão 9, lançado em 1999 com 13 faixas.
A capa, assinada por Muti Randolph, traz a ilustração de uma escultura de Jesus Cristo após ser torturado pelos romanos ante um fundo vermelho. Jesus simboliza o povo, que sofre nas mãos de maus policiais, e o vermelho simboliza a revolução. Na última página do encarte, foram publicados trechos da Constituição brasileira de 1988.

## Lista de faixas
| #  | Prefira a Justiça antes do Perdão | Duração |
| -- | --------------------------------- | ------- |
| 01 | "Introdução"                      | 2:35    |
| 02 | "Vai Explodir"                    | 5:37    |
| 03 | "Execução Sumária"                | 5:23    |
| 04 | "Terra de Ninguém"                | 3:01    |
| 05 | "Protesto"                        | 3:25    |
| 06 | "Rota (Passagem)"                 | 3:29    |
| 07 | "Perseguição (A Fuga II)"         | 4:32    |
| 08 | "Retrato de São Paulo"            | 4:00    |
| 09 | "Rap de Verdade"                  | 5:10    |
| 10 | "Esquadrão da Morte (Passagem)"   | 3:08    |
| 11 | "100 Caráter"                     | 3:20    |
| 12 | "Se Deus Vier, Que Venha Armado"  | 5:30    |
| 13 | "Dependente"                      | 3:25    |

## Creditos
- "Rho$$i": (MC)
- "Doze": (MC)
- "Ortega" (Guitarra)
- "Marinho" (Baixo)
- Thunder(bateria)
- "DJ Branco" (DJ)